# تراستن پولک
تراستن پولک (به انگلیسی: Trusten Polk) سناتور سابق عضو حزب دموکرات ایالات متحده آمریکا بود. وی در سال ۱۸۵۷ تا ۱۸۶۲ میلادی سناتور ایالت میزوری در سنای ایالات متحده آمریکا بود.